# Большая Кирокса
Большая Кирокса — река в Виноградовском и Холмогорском районах Архангельской области России.
Вытекает из озера Малое Кунезеро на болоте Домашнее. Устье реки находится в 274 км от устья Северной Двины по правому берегу. Длина реки составляет 20 км. В Зачачьевском сельском поселении река протекает по Звозскому карстовому району. На правом берегу реки была открыта стоянка II тыс. до нашей эры.
К бассейну реки относится озеро Ош.

## Данные водного реестра
По данным государственного водного реестра России относится к Двинско-Печорскому бассейновому округу, водохозяйственный участок реки — Северная Двина от впадения реки Вага и до устья, без реки Пинега, речной подбассейн реки — Северная Двина ниже места слияния Вычегды и Малой Северной Двины. Речной бассейн реки — Северная Двина.
Код объекта в государственном водном реестре — 03020300412103000033232.